# الخميس (الزاهر)

تعديل مصدري - تعديل

الخميس هي إحدى قرى عزلة قربة بمديرية الزاهر التابعة لمحافظة البيضاء، بلغ تعداد سكانها 105 نسمة حسب تعداد اليمن لعام 2004.